# Grzegorz Żołędziowski
Grzegorz Żołędziowski (ur. 7 stycznia 1980 w Oławie) – polski kolarz szosowy. Po sezonie 2008 zakończył karierę.

## Osiągnięcia

### 2008
- 1. miejsce, Wielka Nagroda Bełchatowa
- 1. miejsce, Pomorski Klasyk – Klasyfikacja Aktywnych
- 3. miejsce, Kryterium Kolarskie w Chrząstawie
- 4. miejsce, Kryterium Kolarskie w Dzierżoniowie
- 4. miejsce, GP Kołobrzegu
- 9. miejsce, Puchar MON

### 2007
- 1. miejsce, 3. etap Fleche de Sud
- 1. miejsce, Puchar PKOl
- 2. miejsce, GP Hydraulica Mikolasek
- 3. miejsce, Pomorski Klasyk
- 3. miejsce, 1. etap Szlakiem Walk Majora Hubala
- 6. miejsce, Puchar Uzdrowisk Karpackich

### 2006
- 1. miejsce, Kryterium w Jelcu-Laskowicach
- 2. miejsce, 6. etap Tour de Bulgaria
- 2. miejsce, 7. etap Tour de Bulgaria
- 2. miejsce, 9. etap Tour de Bulgaria
- 3. miejsce, Kryterium Kolarskie w Chrząstawie
- 7. miejsce, Bałtyk-Karkonosze Tour – kl.końcowa
- 7. miejsce, 2. etap Bałtyk-Karkonosze Tour

### 2005
- 1. miejsce, Puchar MON
- 10. miejsce, etap Szlakiem Grodów Piastowskich

### 2004
- 2. miejsce, Puchar MON
- 2. miejsce, Szlakiem walk mjr. Hubala
- 3. miejsce, prolog Dookoła Mazowsza
- 3. miejsce, Kryterium uliczne Oława
- 3. miejsce, Kryterium uliczne Szczawno-Zdrój
- 7. miejsce, 3. etap The Paths of King Nikola III
- 8. miejsce, Tour de la Somme
- 14. miejsce, etap Wyścig Pokoju
- 61. miejsce, Wyścig Pokoju – Klasyfikacja Generalna

### 2003
- 2. miejsce, Górskie Mistrzostwa Polski (elita)
- 2. miejsce, 3. etap Tour de Pologne
- 3. miejsce, 4. etap Bałtyk-Karkonosze Tour
- 6. miejsce, Bałtyk-Karkonosze Tour – Klasyfikacja Generalna
- 9. miejsce, Puchar MON
- 6. miejsce, Klasyk Kłomnice
- 10. miejsce, Bańska Bystrzyca
- 10. miejsce, GP Zts Dubnica
- 10. miejsce, 6. etap Wyścig Solidarności i Olimpijczyków

### 2002
- 1. miejsce, Górskie Mistrzostwa Polski  U-23
- 5. miejsce, Memoriał Andrzeja Kaczyny i Andrzeja Malinowskiego
- 7. miejsce, 5. etap FBD Milk Ras
- 7. miejsce, Wyścig kolarski o Puchar Trzech Miast
- 10. miejsce, Dookoła Mazowsza – Klasyfikacja Generalna
- 10. miejsce, 4. etap FBD Milk Ras
- 10. miejsce, 7. etap FBD Milk Ras

### 2001
- 1. miejsce, Wojskowe Mistrzostwa Europy
- 1. miejsce, Tour de Danube
- 24. miejsce, Mistrzostwa Europy
- 64. miejsce, Mistrzostwa Świata